# Малішево
Малішево, Малішев (алб. Malishevë або Malisheva; серб. Малишево, Mališevo) — місто і муніципалітет в Прізренського округу центрального Косова. Саме місто має близько 2300 жителів у той час як муніципалітет має приблизно 54 664 жителів.

## Історія
У стародавній історії місто мало назву Лапуш (Llapushë). Воно було оплотом для етнічно албанської Армії визволення Косова під час війни в Косово у 1999 році. Місія Організації Об'єднаних Націй в Косово (МООНК) формально відновила муніципалітет Малішево у липні 2000 року. Під час війни ряд злодіянь були вчинені обома албанськими і югославськими сторонами.

## Відомі особистості
У поселенні народилась:
- Неджміє Пагаруша (* 1933) — албанська співачка та акторка.